# ایوروس
ایوروس (انگلیسی: Everus) شرکت خودروسازی چینی است، که در سال ۲۰۰۸ تأسیس شد.